# Mark Alwin Clements
Mark Alwin Clements (1949) is een Australisch botanicus en orchideeënspecialist.
Hij behaalde zijn doctoraat met het proefschrift Reproductive Biology in relation to phylogeny of the Orchidaceae, especially the tribe Diurideae (over de voortplanting van Diuridae in relatie tot hun fylogenie) aan de Universiteit van New South Wales. In 2008 werd hij aangesteld als onderzoeker aan het Centre for Plant Biodiversity Research, National Botanic Gardens, Canberra (Australië).
In 2008 stelde hij een groot aantal herbenoemingen en herclassificaties van soorten uit de tribus Dendrobieae voor.